# Nikola Selaković

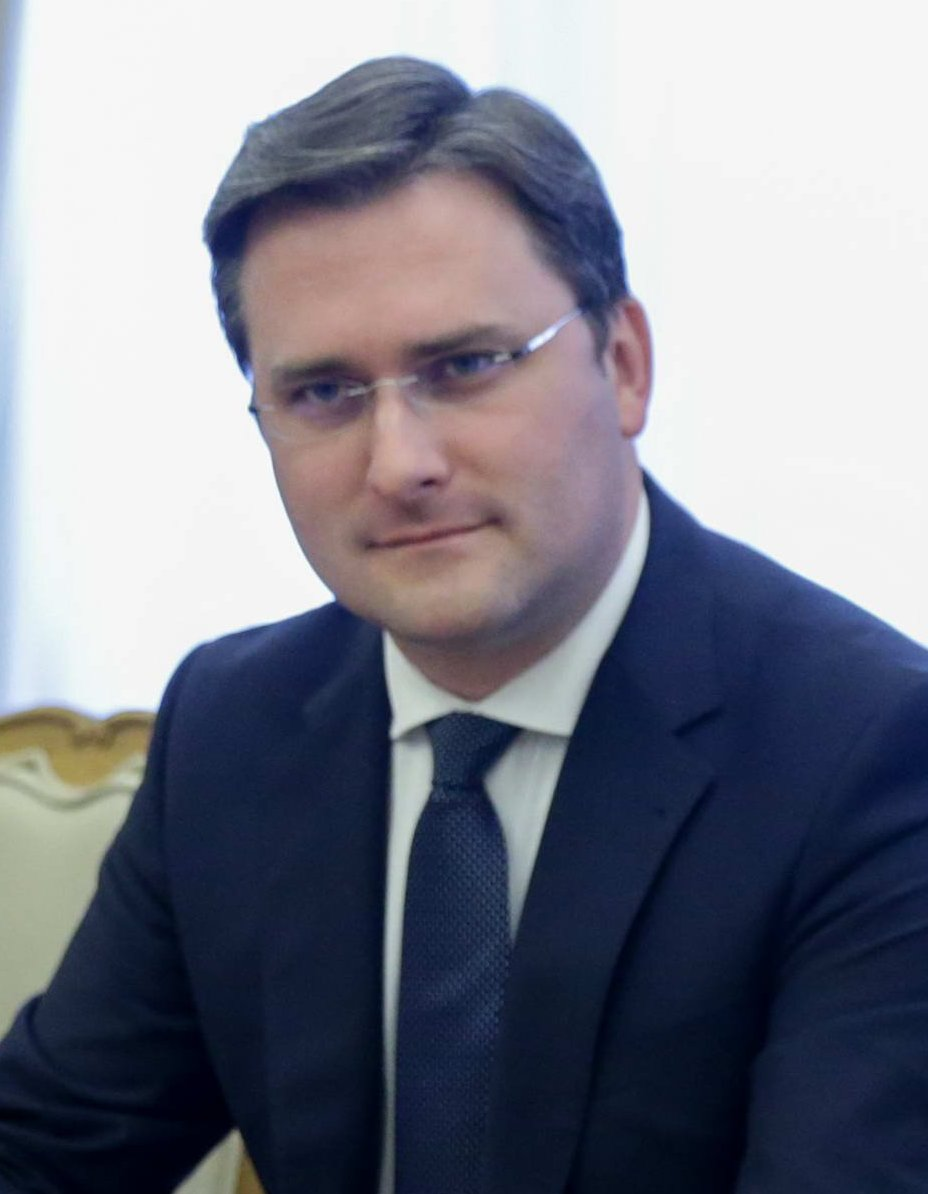
Nikola Selaković (2019)

Nikola Selaković (* 30. April 1983 in Užice, SFR Jugoslawien) ist ein serbischer Politiker der Serbischen Fortschrittspartei und war von 2020 bis 2022 Außenminister von Serbien.

## Leben und Ausbildung
Selaković stammt aus der serbischen Stadt Užice und studierte Rechtswissenschaften an der Rechtswissenschaftlichen Fakultät der Universität Belgrad. Von 2009 bis 2012 war er als wissenschaftlicher Mitarbeiter und Dozent am Institut für Rechtsgeschichte tätig.

## Politische Karriere
Von 2001 bis 2008 war er Mitglied in der Serbischen Radikalen Partei. 2008 gab es Unstimmigkeiten in Hinblick auf das Stabilisierungs- und Assoziierungsabkommen mit der Europäischen Union, in dessen Folge zahlreiche Abgeordnete austraten (siehe Serbische Radikale Partei#Spaltung 2008). Kurz darauf wurde von Tomislav Nikolić eine neue Fraktion und die Serbische Fortschrittspartei gegründet, an dessen Prozess Selaković mit beteiligt war. 
Von 2012 bis 2016 war Selaković Justizminister. Von 2017 bis 2020 war Selaković Generalsekretär des serbischen Präsidenten Aleksandar Vučić. Seit dem 28. Oktober 2020 war er bis 2022 Außenminister im zweiten Kabinett von Ana Brnabić. Er unterstützte den Prozess zum EU-Beitritt Serbiens.
Von 2022 bis 2024 hatte Selaković das Amt als Minister für Arbeit, Beschäftigung, Veteranen und Sozialpolitik.
Im aktuellen Kabinett seit 2025 ist er Kulturminister.